# La Cuba
La Cuba è un comune spagnolo di 57 abitanti situato nella comunità autonoma dell'Aragona.